# Annalisa Minetti
Annalisa Minetti (n. 27 decembrie 1976, Rho, Lombardia, Italia) este o cântăreață  italiană.